# Esenbeckia illota
Esenbeckia illota är en tvåvingeart som först beskrevs av Samuel Wendell Williston  1901.  Esenbeckia illota ingår i släktet Esenbeckia och familjen bromsar. Inga underarter finns listade i Catalogue of Life.